# Skit i mössan!
Skit i mössan!, 59 myter och missförstånd kring barn och föräldrar är en svensk bok som handlar om myter kring barn och föräldrar. Frågor som tas upp i boken är huruvida det stämmer att förkylningar orsakas av kyla, att grönt snor smittar mest och att hälften av värmen går ut genom huvudet en kall vinterdag. Boken är skriven av journalisten Åsa Erlandson, illustrerad av Eva Thimgren och medicinskt faktagranskad av Lars-Olof Hensjö, tidigare medicinsk chef vid 1177.se.